# 9013 Сансатуріо
9013 Сансатуріо (9013 Sansaturio) — астероїд головного поясу, відкритий 14 серпня 1985 року.
Тіссеранів параметр щодо Юпітера — 3,291.